# Trupanea femoralis
Trupanea femoralis
 es una especie de insecto díptero que Thomson describió científicamente por primera vez en el año 1869.
Esta especie pertenece al género Trupanea de la familia Tephritidae.